# Constantin Gruescu
Constantin Gruescu (n. 12 aprilie 1924, Dognecea, România – d. 22 ianuarie 2020, Cluj-Napoca, România) a fost un mineralog român, membru al Societății Geografice Române și ghid în muzeul pe care l-a amenajat propria casă.
A fost descendent al mai multor generații de mineri. A întemeiat in 1945 Muzeul de Mineralogie Estetică a Fierului în localitatea Ocna de Fier (vechi centru minier din Munții Dognecei).
Constantin Gruescu s-a preocupat de căutarea și cercetarea cristalelor și mineralelor. A strâns o colecție de câteva sute de exemplare de flori de mină din aproape toate zonele României și în special din zona Banatului (Ocna de Fier, Dognecea, Sasca Montană, Moldova Nouă).
A descoperit formațiunea de roci Macla Gruescu, o juxtapunere de două cristale de cuarț de 7 centimetri intersectate într-un unghi de 90 de grade, cristale care formează o cruce albă. Muzeul de Mineralogie Estetică „Constantin Gruescu” a fost construit în una din camerele din propria casă a mineralogului din Ocna de Fier, cristalele din colecția sa personală făcând obiectul unor teze de doctorat. Expoziția a fost vizitată de președinți ai României, de regina Beatrice a Olandei și de alte personalități.
Muzeul lui Constantin Gruescu din Ocna de Fier, denumit în localitate „Casa Binelui”, este primul muzeu particular de minerale estetice din România care funcționează din anii 1950. Multe dintre exponatele strânse de Constantin Gruescu de-a lungul timpului au fost donate muzeelor - Muzeul din Iași, Muzeul Banatului din Timișoara, locuri unde sălile respective îi poartă numele, iar unele flori de mină se află acum în colecții particulare, pietrele lui intrând și în colecția reginei Beatrice a Olandei.
Constantin Gruescu a fost membru al Societății Române de Științe Naturale și membru al Asociației Internaționale a Mineralogilor din Basel, Elveția.
A primit în anul 2004 titlul de cetățean de onoare al județului Caraș-Severin, iar în 2006 titlul de Cetățean de Onoare al orașului Bocșa.